# Wylie Ridge
Wylie Ridge ist ein 10 km langer Gebirgskamm im Norden des ostantarktischen Viktorialands. In den Admiralitätsbergen erstreckt er sich vom Meier Peak westwärts entlang der Nordflanke des Massey-Gletschers und endet an dessen Einmündung in den Man-o-War-Gletscher.
Der United States Geological Survey kartierte ihn anhand eigener Vermessungen und Luftaufnahmen der United States Navy aus den Jahren von 1960 bis 1963. Das Advisory Committee on Antarctic Names benannte ihn 1970 nach Lieutenant Commander Ronald Perry Wylie (* 1933), Hubschrauberpilot der Flugstaffel VX-6 während der Operation Deep Freeze der Jahre 1967 und 1968.